# Aage Hansen (atlet Sparta)
 Der er flere personer med dette navn, se Aage Hansen.
Aage Hansen var en dansk og atlet medlem af IF Sparta og dansk mester på 100 meter 1928.

## Danske mesterskaber
- Guld 1928 100 meter 11,1
- Bronze 1927 200 meter